# Gravity (singel Johna Mayera)
Gravity to trzeci singel amerykańskiego wokalisty i gitarzyst Johna Mayera z jego trzeciego albumu Continuum wydanego w 2006 roku. Utwór został wydany również na płycie utworzonego przez Mayer zespołu John Mayer Trio Try! i ponownie na płycie z koncertu w Los Angeles Where The Light Is. Za utwór ten Mayer otrzymał nagrodę Grammy w kategorii Best Solo Rock Vocal Performance w 2009 roku.
Magazyn Rolling Stone umieścił Gravity na liście 100 najlepszych utworów gitarowych wszech czasów. 11 sierpnia 2007 roku Gravity użyto jako pobudkę dla astronautów statku kosmicznego Endeavour, Mayer wystąpił z tym utworem również w serialu Dr House.